# Diphyus impudicatus
Diphyus impudicatus là một loài tò vò trong họ Ichneumonidae.